# Ichtiman
Ichtiman (bulharsky Ихтиман) je město ležící ve středním Bulharsku uprostřed západní části Sredné gory. Je správním střediskem stejnojmenné obštiny a má přes 13 tisíc obyvatel.

## Historie
Podle nálezů město nejspíše založili Thrákové. V římských dobách se jmenovalo Stipon, patrně z latinského stipator – strážce, protože tehdy zde sídlila ochranka soutěsky Trajanova vrata. Jak vyplývá z tureckých daňových registrů z roku 1515, po obsazení Bulharska Osmany zdejší obyvatelé zčásti přesídlili k Plovdivu a poprvé se objevuje současný název ve jméně tehdejšího majitele (Mustafa bin Ihtimanlı). Po rusko-turecké válce se Ichtiman stal součástí Východní Rumélie, která byla sjednocena s Bulharskem v roce 1908.

## Obyvatelstvo
Ve městě žije 14 680 stálých obyvatel a je zde trvale hlášeno 13 213 obyvatel. Podle sčítání 1. února 2011 bylo národnostní složení následující:
- Bulhaři: 8 148 (67.7 %)
- Romové: 3 746 (31.1 %)
- Turci: 46 (0.4 %)
- ostatní: 104 (0.9 %)